# George Lloyd (compositor)
George Lloyd   (Saint Ives, 28 de juny de 1913 - Londres, 3 de juliol de 1998) va ser un compositor britànic.

## Biografia
Joventut
Lloyd va néixer a St. Ives, Cornualla, de part gal·lesa i part d'ascendència nord-americana. Va créixer en una família molt musical. El seu pare, William A. C. Lloyd, era un aficionat a l'òpera italiana. Va néixer a Roma i va tornar a Anglaterra a la mort del seu pare, oficial de marina retirat. William Lloyd va escriure una biografia de Bellini. També era un flautista experimentat. La mare de George Lloyd tocava el violí, la viola i el piano. Tots dos eren membres destacats del "St Ives Arts Club" i casa seva era un lloc setmanal habitual de música de cambra, de manera que el jove compositor va créixer amb música al seu voltant. La seva àvia, la pintora nord-americana Frances (Fanny) Powell, havia estat cantant d'òpera i va ser la primera pionera de la colònia d'artistes de St. Ives.
George Lloyd va mostrar el seu talent com a compositor primerencament; va començar a compondre a nou anys i va començar els estudis seriosos a catorze anys. Es va educar principalment a casa a causa de la febre reumàtica. El seu pare el va formar en els aspectes dramàtics de l'òpera, que li donava regularment escenes d'obres teatrals angleses per musicar-les, i més tard va estudiar violí amb Albert Sammons i composició amb Frank Kitson i Harry Farjeon. Va ser estudiant al "Trinity College" de Londres. La seva primera simfonia, escrita a dinou anys, va ser estrenada el 1932 per la Penzance Orchestral Society i va ser interpretada de nou el 1933 per l'Orquestra Municipal de Bournemouth, amb la direcció del compositor en ambdues ocasions. Una segona simfonia es va estrenar el 1935 i aviat va ser seguida per una tercera. George Lloyd i el seu pare William, van formar "The New English Opera Company" el 1935, amb la intenció d'establir una escola d'òpera anglesa. La primera òpera de George Lloyd, Iernin, amb llibret del seu pare, es va representar el 1934 a Penzance, abans de ser traslladada al "Lyceum Theatre" de Londres, on va tenir una trajectòria inusualment llarga. La seva segona òpera, The Serf, va ser escenificada per Vladimir Rosing a Covent Garden el 1938.
Royal Marines
Lloyd va servir a la Segona Guerra Mundial amb els Royal Marines com a bandista. A bord del creuer "HMS Trinidad" en combois àrtics, era un dels bandistes que manava l'estació de transmissió, que estava situada al fons del buc del vaixell. El 1942, durant un compromís, el vaixell va disparar un torpede defectuós que va recórrer una pista circular i va impactar contra el vaixell, fracturant un gran tanc de gasoil. Molts dels companys de vaixell de Lloyd van ser ofegats pel gasoil, i va ser l'últim home que va escapar del compartiment. Va patir un trauma mental i físic greu a causa del xoc al crani i va ser hospitalitzat abans de ser donat d'alta del Royal Marines. Al cap de quatre anys, va tenir prou feines per començar a compondre de nou, gràcies a la devoció i l'amor de la seva dona suïssa, Nancy.
Vida posterior

Quan va acabar la guerra, la seva dona el va portar a Suïssa. El 1946 Lloyd va reprendre la composició i va escriure dues simfonies i l'òpera John Socman, l'última encarregada per al Festival de la Gran Bretanya de 1951. La salut de Lloyd es va deteriorar encara més i, el 1952, va residir a temps complet a Dorset. Durant vint anys, a més de composició intermitent, va ser jardiner del mercat i va conrear bolets i clavells. Va compondre regularment de 4:30 a 7:30, abans que comencés la resta de la seva jornada laboral. Durant aquest període va continuar escrivint amb un estil melòdic i tonal, contrari al clima predominant dels estils modernistes i avantguardistes, de manera que va trobar dificultats per obtenir representacions de la seva música. Va recordar:
| « | Vaig enviar partitures a la BBC. Van tornar, generalment sense comentaris. Mai no vaig escriure música de 12 tons perquè no m'agradava la teoria. Vaig estudiar el beneït a principis dels anys 30 i vaig pensar que era un ull de gall, idea que produïa sons horribles. Va fer oblidar els compositors de cantar. | » |

 El 1972 va vendre el seu negoci de jardineria i es va traslladar a Londres per "recollir les peces de la meva vida musical" tal com ho va dir, i va començar un estiu indi extraordinari i productiu. Algunes de les seves partitures van ser acceptades per ser difoses per la BBC i va continuar col·laborant amb la BBC Philharmonic Orchestra i enregistrant 7 de les seves 12 simfonies i 3 dels seus concerts de piano amb aquesta orquestra. Va ser un adoptant molt primerenc de la tecnologia digital i va establir la seva pròpia empresa de gravació, producció, publicació i distribució, amb 22 enregistraments de CD en total. Després de la seva mort, va ser compositor de la setmana a Radio 3 i el programa de la BBC Proms del 2013 va incloure representacions del seu Rèquiem i el seu H.M.S. Marxa de Trinitat per a l'Orquestra a l'última nit dels Proms.
La George Lloyd Society i el patrimoni musical són administrats per William Lloyd, que va treballar amb el compositor com a gerent de negocis, productor executiu i distribuïdor de discos durant els darrers deu anys de la seva vida.

## Recepció
La primera òpera de Lloyd, Iernin, es va fer famosa el 1935 i va atreure l'atenció i l'aprovació de Boughton, Beecham, Irlanda, Vaughan Williams i Christie a Glyndebourne. Va consolidar la seva reputació amb The Serf a Covent Garden el 1938, cosa que va conduir a la seva comissió per al Festival de la Gran Bretanya. Després, la seva reputació va patir perquè no estava disposat a canviar el seu estil d'acord amb els canvis en l'entorn musical i crític. Tot i això, els campions de Lloyd van incloure els directors Charles Groves i Edward Downes i el virtuós pianista John Ogdon que va estudiar composició amb Lloyd i per a qui Lloyd va escriure el seu primer concert per a piano (Boc expiatori) i altres obres per a piano solista.
Lloyd va dedicar més temps a la composició a partir del 1973 i va començar a rebre una major atenció en els anys següents. La BBC va emetre la seva Simfonia núm. 8 el 1977, 8 anys després de la seva acceptació per a la seva emissió el 1969. La seva Simfonia núm. 6 va rebre una actuació a The Proms el 1981. Lyrita Records Conifer Records i el segell nord-americà Albany Records van defensar la música de Lloyd a través de gravacions. Va desenvolupar una forta relació amb l'Orquestra Filharmònica de la BBC, que va gravar i emetre set de les seves simfonies. Per a Albany Records, Lloyd va dirigir la seva pròpia música, amb orquestres com l'Orquestra Simfònica d'Albany, l'Orquestra Philharmonia i la BBC Philharmonic. Va ser durant dues temporades director principal de l'Orquestra Simfònica d'Albany (Estat de Nova York), on va dirigir les seves pròpies simfonies i obra de compositors nord-americans del segle xx. Va ser director convidat de l'Orquestra Filharmònica de Hong Kong, que li va estrenar algunes de les seves obres. L'estrena als Estats Units de la seva Setena Simfonia va anar a càrrec de l'Orquestra Simfònica de Chicago. Va dirigir 25 enregistraments en CD, incloses dues òperes, a més de les enregistrades per Sir Edward Downes i altres. Només dues obres orquestrals i la seva òpera The Serf van romandre sense enregistrar en el moment de la seva mort.

## Vida personal
L'experiència traumàtica de George Lloyd i el cop dels de torpedes a "l'HMS Trinidad" va tenir un efecte profund en la seva salut mental, física i emocional. Va passar diversos mesos a l'Hospital Naval de Newmachar, prop d'Aberdeen, patint un cop de crani (TEPT) que va provocar un tremolor incontrolable de les extremitats i que es va repetir durant més de 20 anys. Va reconèixer que no s'hauria pogut recuperar sense la cura i l'atenció de la seva dona suïssa Nancy (nascuda Juvet.) La seva fràgil salut va ser la causa principal d'abandonar la seva carrera musical a temps complet el 1951. Lloyd va tenir problemes cardíacs cap al final de la seva vida, però es va recuperar prou per completar el seu Rèquiem tres setmanes abans de morir a Londres als 85 anys. Lloyd va inscriure la partitura, la seva última composició, "Escrita en memòria de Diana, princesa de Gal·les".
Lloyd i Nancy es van casar el 1937. El matrimoni va durar fins a la mort de Lloyd. La va sobreviure durant 18 mesos i la parella no va tenir fills.

## Música
Les obres de Lloyd inclouen 12 simfonies i quatre concerts per a piano, dos per a violí i un concert per a violoncel. Per a les seves tres òperes, el pare de Lloyd va escriure els llibrets. Lloyd també va escriure cinc obres per a banda de música: Royal Parks, Diversions on a Bass Theme, English Heritage, Evening Song i Kings Messenger. Va escriure la marxa oficial del vaixell per a la "Royal Marine Band" a l'HMS Trinidad i, posteriorment, va organitzar l'obra per a orquestra i per a banda de música. També va escriure una obra per a la banda de música: "Forest of Arden". Entre les seves obres orquestrals i corals es troben Pervigilium Veneris (La vigília de Venus), Una lletania i Una missa simfònica. Les seves obres de cambra inclouen música per a piano sol i duet, quintet de metall i obres per a violí i piano.
La primera òpera de Lloyd, Ierni, es va inspirar en les nou donzelles que hi ha a les pedres de "West Penwith", i explica la història d'una de les donzelles que torna a la vida com a fada. L'òpera es va representar per primera vegada el 1934 al Pavelló de Penzance, Cornwall. Va ser enregistrat el 1985 per la BBC Concert Orchestra, amb la composició dirigint i Marilyn Hill-Smith interpretant el paper principal. Amb motiu del centenari del naixement de Lloyd, l'òpera va ser posada en escena per l'Òpera de Surrey, en una nova producció dirigida per Alexander Hargreaves i dirigida pel director artístic de l'Òpera de Surrey, Jonathan Butcher, a Croydon, Surrey, l'octubre de 2013 i els dies 1 i 2 de novembre a Penzance. El 2013, la Biblioteca Britànica va adquirir tots els manuscrits, esbossos i partitures de música de George Lloyd.
El 2018, l'Ealing Symphony Orchestra va anunciar que interpretaria el cicle complet de les 12 simfonies de George Lloyd amb el director John Gibbons. El 2019 "The George Lloyd Society" va publicar la primera gran enquesta de la seva obra: The Swing of the Pendulum per Peter Davison.